# Trường Cao đẳng Phát thanh - Truyền hình I
Trường Cao đẳng Phát thanh – Truyền hình I là đơn vị đào tạo trực thuộc Đài Tiếng nói Việt Nam.
Trường Cao đẳng Phát thanh – Truyền hình I là đơn vị sự nghiệp đào tạo trực thuộc Đài Tiếng nói Việt Nam, có quá trình gần 65 năm phát triển. Chỉ sau 2 năm giải phóng miền Bắc, “Trường Kỹ thuật và Nghiệp vụ Truyền hình” đã ra đời tại Nghi Tàm – Từ Liêm – Hà Nội, nhằm khai thác các thiết bị Truyền thanh do Liên Xô giúp đỡ, phục vụ yêu cầu công tác tuyên truyền của đất nước và đào tạo nguồn nhân lực cho sự nghiệp Phát thanh, Truyền hình Việt Nam sau này. Đó là tiền thân của Trường Cao đẳng Phát thanh – Truyền hình I.
Qua gần 65 xây dựng, phát triển và trưởng thành, từ Trường Công nhân Kỹ thuật Truyền thanh đến Trường Trung cấp Phát thanh – Truyền hình 1 và từ năm 2003 là Trường Cao đẳng Phát thanh – Truyền hình I thuộc Đài Tiếng nói Việt Nam; trải qua nhiều cơ quan chủ quản như Tổng cục Bưu điện, Ủy ban Phát thanh Truyền hình, Bộ Văn hóa – Thông tin, Thể thao và Du lịch, Đài Tiếng nói Việt Nam. Địa điểm đặt trường cũng di chuyển qua nhiều nơi, từ Nghi Tàm (Hà Nội) đến Đoan Hùng (Phú Thọ), Lý Nhân (Hà Nam) và nay là thành phố Phủ Lý, tỉnh Hà Nam.

### Tầm nhìn
Mục tiêu trong những năm tới, Nhà trường phấn đấu để trở thành cơ sở đào tạo chuyên ngành chất lượng cao, kết hợp giữa đào tạo và nghiên cứu khoa học, chuyển giao công nghệ. Nhà trường xây dựng và hoàn thiện quy chế nghiên cứu khoa học trong giảng viên. Học sinh, sinh viên cũng tham gia Nghiên cứu khoa học. Nhà trường đang kiện toàn quy trình tuyển chọn, quản lý, đánh giá, nghiệm thu các loại đề tài và chương trình nghiên cứu khoa học – công nghệ; đổi mới cơ chế tài chính để tạo nguồn cho nghiên cứu khoa học, triển khai các phương tiện đào tạo có công nghệ cao, đào tạo từ xa qua mạng ISDN, Internet… Đây cũng là lộ trình để tới đây, Trường Cao đẳng Phát thanh – Truyền hình I phát triển thành Phân viện thuộc Học viện Truyền thông của Đài Tiếng nói Việt Nam.

## Đào tạo
Trường có 7 ngành đào tạo hệ cao đẳng :
1. Báo chí
2. Quan hệ công chúng
3. Công nghệ KT điện, điện tử
4. Công nghệ thông tin
5. Công nghệ KT điện tử, truyền thông
6. Kế toán
7. Tiếng Anh
Trường có 5 ngành đào tạo hệ trung cấp :
1. Báo chí
2. Công nghệ KT điện, điện tử
3. Tin học ứng dụng
4. Công nghệ KT điện tử, truyền thông
5. Kế toán doanh nghiệp
Hệ văn hóa:
Đào tạo hệ văn hóa (cấp 3) chương trình GDTX
Trường đào tạo các hệ :Trung cấp, Cao đẳng, Liên thông, Liên kết đào tạo với các trường : Đại học Khoa học Xã hội và Nhân văn Hà Nội, Đại học Bách khoa Hà Nội... Trường còn có các cơ sở tại các tỉnh: Nam Định, Nghệ An, Thanh Hóa, Hà Nội...
Nguyên hiệu trưởng: Nguyễn Văn Sơn, Phạm Hoài Nam, Nguyễn Xuân Trường, Dương Văn Tuẫn, Đinh Văn Mạnh....
Nguyên phó hiệu trưởng: Nguyễn Thị Thanh, Lê Trung Sơn.

## Phần thưởng nhà nước trao tặng
- Huân chương độc lập hạng 3
- 2 huân chương lao động hạng nhất
- 1 huân chương lao động hạng nhì
- 1 huân chương lao động hạng ba